# Amalgamation de Toronto

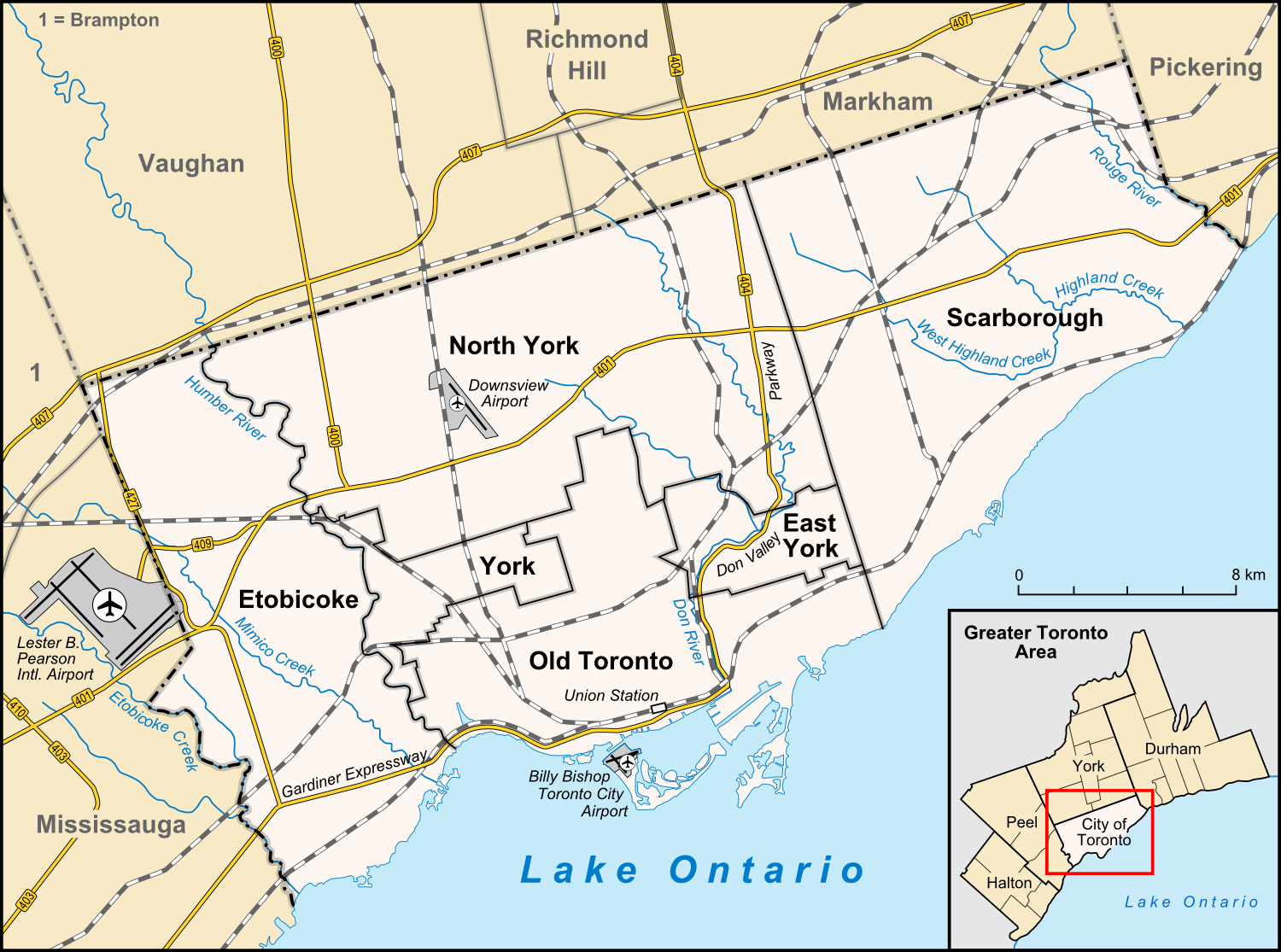
Carte de Toronto avec les limites des arrondissements de 1974 à 1998 indiquées.

L'amalgamation de Toronto est la création des limites de la ville de Toronto, en Ontario, au Canada, après l'amalgamation, l'annexion et la fusion avec les municipalités environnantes depuis le XVIIIe siècle. La fusion la plus récente a eu lieu en 1998, lorsque la fédération du Toronto métropolitain et ses municipalités constituantes ont été dissoutes et qu'a été créée la « mégapole » actuelle de Toronto.

## 1791–1882: Fondation de colonies
- 1791 : Les cantons d'Etobicoke, York et Scarborough sont arpentés en vue de la colonisation[1].
- 1793 : La ville non incorporée de York est fondée dans le canton de York le 27 août[2]. Ce nom est donné en l'honneur du duc d'York et d'Albany, deuxième fils du roi George III [3]. La région était auparavant connue sous le nom de Toronto[4].
- 1830 : Le village non incorporé Yorkville est fondé.
- 1834 : York est constituée sous le nom de ville de Toronto, entrée en vigueur le 6 mars[2]. C'est la plus grande ville du Haut-Canada avec une population de 9 250 habitants[5]. La ville compte cinq quartiers, délimités par la rue Bathurst à l'ouest, la rue Parliament à l'est, le lac Ontario au sud et une ligne analogue à la rue Dundas au nord. Au-delà se trouve une zone connue sous le nom de « Libertés ».
- 1853 : Le village de Yorkville est incorporé[1].
- 1859 : Les libertés de Toronto sont abolies[2].
- 1876 : Le village de Brockton est incorporé[6].
- 1878 : Le village de Parkdale est constitué le 28 juin, pour entrer en vigueur le 1er janvier 1879[6],[7]. Parkdale couvre 487 acres (1,97 km2), s'étendant de la rue Dufferin à l'est jusqu'à l'avenue Roncesvalles à l'ouest, du lac Ontario au sud jusqu'à la propriété du Grand Trunk Railway et une ligne entre les avenues Fermanagh et Wright.
- 1881 : Le village de Weston est incorporé[8]. Le village de Brockton devient la ville de Brockton[6].

## 1883–1914: Croissance, fusion et annexion
La ville conserve les mêmes limites jusqu'en 1883, date à laquelle elle commence à absorber les petites communautés environnantes. Cette situation perdure jusqu’en 1914, après quoi Toronto ne connait plus d’expansion avant 1967.
- 1883 : le village de Yorkville est annexé par la ville de Toronto[1]
- 1884 : la ville de Brockton et la communauté non incorporée de Riverdale sont annexées par la ville de Toronto[1],[9].
- 1886 : le village de Parkdale devient la ville de Parkdale[6].
- 1887 : Le village de West Toronto Junction est constitué sur des terres séparées du canton de York[1]. La population de West Toronto Junction est de 579 habitants[6].
- 1888: La communauté non incorporée de Seaton Village dans le canton de York est annexée par Toronto. La communauté incorporée de Sunnyside a été annexée par Toronto. Sunnyside est située dans le canton de York et couvre  108 acres (0,44 km2)[6]. Le 27 octobre, les résidents de Parkdale votent en faveur de l'annexion de leur ville par Toronto[7].
- 1889 : La ville de Parkdale est annexée par Toronto le 23 mars[6]. Au moment de l'annexion, Parkdale compte 5 651 habitants. La ville d'East Toronto est constituée sur des terres qui appartenaient auparavant au canton de York[1]. West Toronto Junction devient une ville le 23 mars, annexant les communautés de Carleton et Davenport[6].
- 1890 : La ville de North Toronto est constituée sur un terrain qui appartenait auparavant au canton de York[10].
- 1891: La ville de West Toronto Junction  est renommée ville de West Toronto[6].
- 1908: Le 14 avril, la ville (town) de West Toronto devient la city de West Toronto[6].
- 1909: La city de West Toronto est annexée par Toronto le 1er mai[6]. West  Toronto couvrant 1 600 acres (6,47 km2) et avait 12 000 résidents. Les communautés non incorporées de Wychwood et de Bracondale sont  annexées par Toronto en février[6]. Couvrant 575 acres (2,33 km2), elles se trouvaient auparavant sur le territoire du canton de York. La ville d'East Toronto a été annexée par Toronto[1]. Midway et Balmy Beach, communautés non incorporées dans le canton de York, sont annexées par Toronto le 15 décembre 1909[11].
- 1910: Les communautés d'Earlscourt et de Dovercourt sont annexées par la ville de Toronto en janvier. Elles se trouvaient auparavant sur des terres appartenant au canton de York.
- 1911: Mimico est incorporée, retirant des terres au canton d'Etobicoke[1].
- 1912: La communauté de Moore Park est annexée par la ville de Toronto. Moore Park faisait auparavant partie du canton de York. North Toronto est aussi annexée par la ville de Toronto.
- 1913: Le village de Leaside est incorporé sur des terres du canton de York le 23 avril[12]. La ville reste peu peuplée malgré un plan de croissance bien élaboré ; sa population ne dépasse pas 500 habitants jusqu'à 1929. New Toronto est constituée sur des terres du canton d'Etobicoke[1].
- 1914 : Le cimetière Mount Pleasant est annexé par la ville de Toronto, à partir de terres du canton de York.

## 1915–1953: Croissance et étalement urbain
- 1922 : Le canton de North York est séparé du canton de York[1].
- 1923 : Forest Hill est constituée le 23 novembre, sur un terrain anciennement situé dans le canton de York, et cette constitution entre en vigueur le 1er janvier 1924[1],[13]. Le canton enclavé d'East York est séparé du canton de York[1].
- 1925 : Swansea est constitué en village à partir de terres autrefois situées dans le canton de York[1].
- 1931 : Long Branch est séparé du canton d'Etobicoke pour devenir un village[1].
- 1953 : Le Toronto métropolitain est créé en tant que nouveau niveau de gouvernement[1].

## Fédération de 1954 dans le Toronto métropolitain
En 1954, la ville de Toronto est fédérée en un gouvernement régional connu sous le nom de Toronto métropolitain. Le Grand Toronto est alors composé de la ville de Toronto, des villes de New Toronto, Mimico, Weston et Leaside, des villages de Long Branch, Swansea et Forest Hill, et des cantons d'Etobicoke, York, North York, East York et Scarborough.
Les banlieues se développent rapidement lors du boom de l’après-guerre, et l’on pense qu’une stratégie coordonnée d’utilisation des terres et des services partagés assureraient une plus grande efficacité pour la région. Le gouvernement métropolitain commence à gérer les services qui traversaient les frontières municipales, y compris les autoroutes, l’eau et les transports en commun.
Au Canada, la création des municipalités relève de la compétence provinciale. C’est donc une loi provinciale, la Metropolitan Toronto Act, qui crée ce niveau de gouvernement en 1953. Lorsqu'elle entre en vigueur en 1954, la partie du comté de York au sud de l'avenue Steeles, une route de concession et une limite commune du canton, est séparée du comté et constituée en municipalité du Toronto métropolitain. La zone au nord de l'avenue Steeles reste dans le comté de York, qui devient finalement la région de York en 1971.
Le Conseil métropolitain de Toronto est initialement composé de 12 conseillers de Toronto (y compris le maire) et d'un représentant (généralement un maire ou un préfet ) de chacune des municipalités environnantes. Le Toronto métropolitain a également l'autorité de planification sur les cantons environnants tels que Vaughan, Markham et Pickering jusqu'à 150 pieds (46 m) d'une route métropolitaine, bien que ces zones ne sont pas représentées au Conseil métropolitain.

## Fusion de 1967
Une série de fusions est menée entre les municipalités du Toronto métropolitain en 1967. Les sept plus petites municipalités de la région sont fusionnées avec leurs plus grandes voisines, ce qui donne naissance à une configuration à six municipalités comprenant l'ancienne ville de Toronto et les municipalités environnantes d'East York, d'Etobicoke, de North York, de Scarborough et de York.
Forest Hill et Swansea sont annexés par la ville de Toronto, Leaside est fusionné avec le canton d'East York pour devenir l'arrondissement d'East York. Weston est fusionné avec le canton de York pour former l'arrondissement de York. Le village de Long Branch et les villes de Mimico et de New Toronto sont dissous et fusionnés avec le canton d'Etobicoke pour former l'arrondissement d'Etobicoke. Le canton de North York est promu au rang d'arrondissement de North York. Scarborough est également transformé en arrondissement.

## 1974: Annexion de terres de Pickering à Scarborough
Parallèlement à la création de la région de Durham, la zone West Rouge de Pickering au sud de Twyn Rivers Drive (le tracé original de l'avenue Sheppard) et à l'est de Port Union Road sont annexée par Scarborough. En d’autres termes, tout Pickering à l’ouest de la rivière Rouge est annexé par Scarborough.

## 1979–1997: les arrondissements sont promus
- 1979 : North York devient une ville[1].
- 1983 : Les arrondissements de York, Etobicoke et Scarborough deviennent des villes[1].

## Fusion de 1998
Le 1er janvier 1998, la fédération du Toronto métropolitain et de ses six municipalités constituantes de palier inférieur est dissoute par une loi du gouvernement de l'Ontario et  transformée en une ville de Toronto à palier unique (surnommée familièrement la « mégapole »). La ville unifiée devient la cinquième ville la plus peuplée d'Amérique du Nord, derrière Mexico, New York, Los Angeles et Chicago[réf. nécessaire]. En 2013, sa population a dépassé celle de Chicago.
La fusion est largement contestée à Toronto et dans les autres municipalités. Elle a  lieu malgré son rejet par plus des trois quarts des électeurs à l'occasion d'un référendum municipal en 1997, avec la participation d'un tiers des électeurs admissibles. Le maire Mel Lastman  de North York et Barbara Hall de Toronto font tous deux campagne contre la fusion, tout comme l'ancien maire John Sewell . Par la suite, Lastman bat Hall lors des élections municipales de Toronto en 1997 pour devenir le premier maire élu de la mégapole. Cependant, les gouvernements municipaux canadiens sont des créations légales des gouvernements provinciaux et les référendums locaux n'ont que peu ou pas d’effet juridique. Le gouvernement Harris avait donc le pouvoir d’ignorer les résultats du référendum et a procédé à la fusion. Les partis d'opposition au parlement provincial se sont livrés à une forme unique d'obstruction parlementaire, en déposant treize mille amendements au projet de loi de fusion, qui a duré deux semaines, mais n'a pas empêché l'adoption du projet de loi. Chaque amendement désignait une rue individuelle de la ville dont les résidents devraient obligatoirement être consultés  personnellement par le gouvernement pour obtenir leur avis sur la proposition de fusion; un de ces amendements, accordant des droits de consultation aux résidents de Cafon Court à Etobicoke, a été adopté avec succès car il n'y avait pas suffisamment de membres du caucus progressiste-conservateur présents dans la chambre pour le rejeter, mais le gouvernement a ensuite déposé et adopté un autre amendement visant à annuler l'amendement de Cafon Court[réf. nécessaire].
Les motifs principaux de la fusion pour le gouvernement provincial progressiste-conservateur de Mike Harris étaient les économies et l’amélioration de l'administration. En 2007, Barry Hertz rapportait dans le National Post que les économies de coûts ne s’étaient jamais matérialisées. Il a également noté que le personnel gouvernemental avait augmenté, la ville employant 4 015 personnes de plus en 2007 qu'en 1998. Avant la fusion, 73 pour cent des dépenses prises en charge par Toronto provenaient du Grand Toronto et étaient donc déjà des programmes intégrés. De plus, le ministre des Affaires municipales de l’Ontario, Al Leach, a présenté cette mesure comme une mesure qui permettrait de créer un Toronto plus fort et plus unifié, mieux équipé pour être compétitif sur le marché mondial[réf. nécessaire].
Depuis la fusion, de nombreuses organisations et personnes ont défié la fusion à leur manière et continuent d'utiliser les noms des anciennes municipalités au lieu d'utiliser « Toronto ». Les normes de courrier de Postes Canada n'interdisent pas l'utilisation des noms d'anciennes municipalités, s'appuyant sur les codes postaux pour une livraison précise. Bien que toutes les municipalités aient été fusionnées, plusieurs anciens noms de rues ont été conservés, et certains des noms de rues ont été dédoublés par voie de conséquence. Des doublons ne peuvent être désambiguïsés qu'en faisant référence aux anciennes municipalités ou au code postal d'une adresse particulière.